# (407) Arachné
Pour les articles homonymes, voir Arachne.
(407) Arachné (ou (407) Arachne) est un astéroïde de la ceinture principale découvert par Max Wolf le 13 octobre 1895. Il fut nommé en l’honneur de la déesse Arachné de la mythologie grecque.